# Aiolochroia
Aiolochroia is een geslacht van sponsdieren uit de klasse van de Demospongiae (gewone sponzen).

## Soorten
- Aiolochroia crassa (Hyatt, 1875)
- Aiolochroia janusi (Boury-Esnault, 1973)
- Aiolochroia thiona (de Laubenfels, 1930)